# Richard LaGravenese
Richard LaGravenese (Brooklyn, 30 ottobre 1959) è uno sceneggiatore e regista statunitense, candidato al premio Oscar per la sceneggiatura de La leggenda del re pescatore.

## Filmografia

### Sceneggiatore
- Brusco risveglio (Rude Awakening, 1989)
- La leggenda del re pescatore (The Fisher King, 1991)
- C'eravamo tanto odiati (The Ref, 1994)
- La piccola principessa (A Little Princess, 1995)
- I ponti di Madison County (The Bridges of Madison County, 1995)
- Eroe di tutti i giorni (Unstrung Heroes, 1995)
- L'amore ha due facce (The Mirror Has Two Faces, 1996)
- L'uomo che sussurrava ai cavalli (The Horse Whisperer, 1998)
- Kiss (Living Out Loud, 1998)
- Beloved (1998)
- Paris, je t'aime – episodio Pigalle (2006)
- Freedom Writers (2007)
- P.S. I Love You (2007)
- Quiet Type (2008)
- Come l'acqua per gli elefanti (Water for Elephants) (2011)
- Beautiful Creatures - La sedicesima luna (Beautiful Creatures) (2013)
- Dietro i candelabri (Behind the Candelabra) – film TV (2013)
- Unbroken, regia di Angelina Jolie (2014)
- The Last Five Years (2014)

### Regista
- Kiss (Living Out Loud, 1998)
- A Decade Under the Influence (2003) documentario co-diretto con Ted Demme
- Paris, je t'aime – episodio Pigalle (2006)
- Freedom Writers (2007)
- P.S. I Love You (2007)
- Beautiful Creatures - La sedicesima luna (Beautiful Creatures) (2013)
- The Last Five Years (2014)
- A Family Affair (2024)

### Attore
- La leggenda del re pescatore (The Fisher King, 1991)
- Blow (2001)